# 桐生うどん

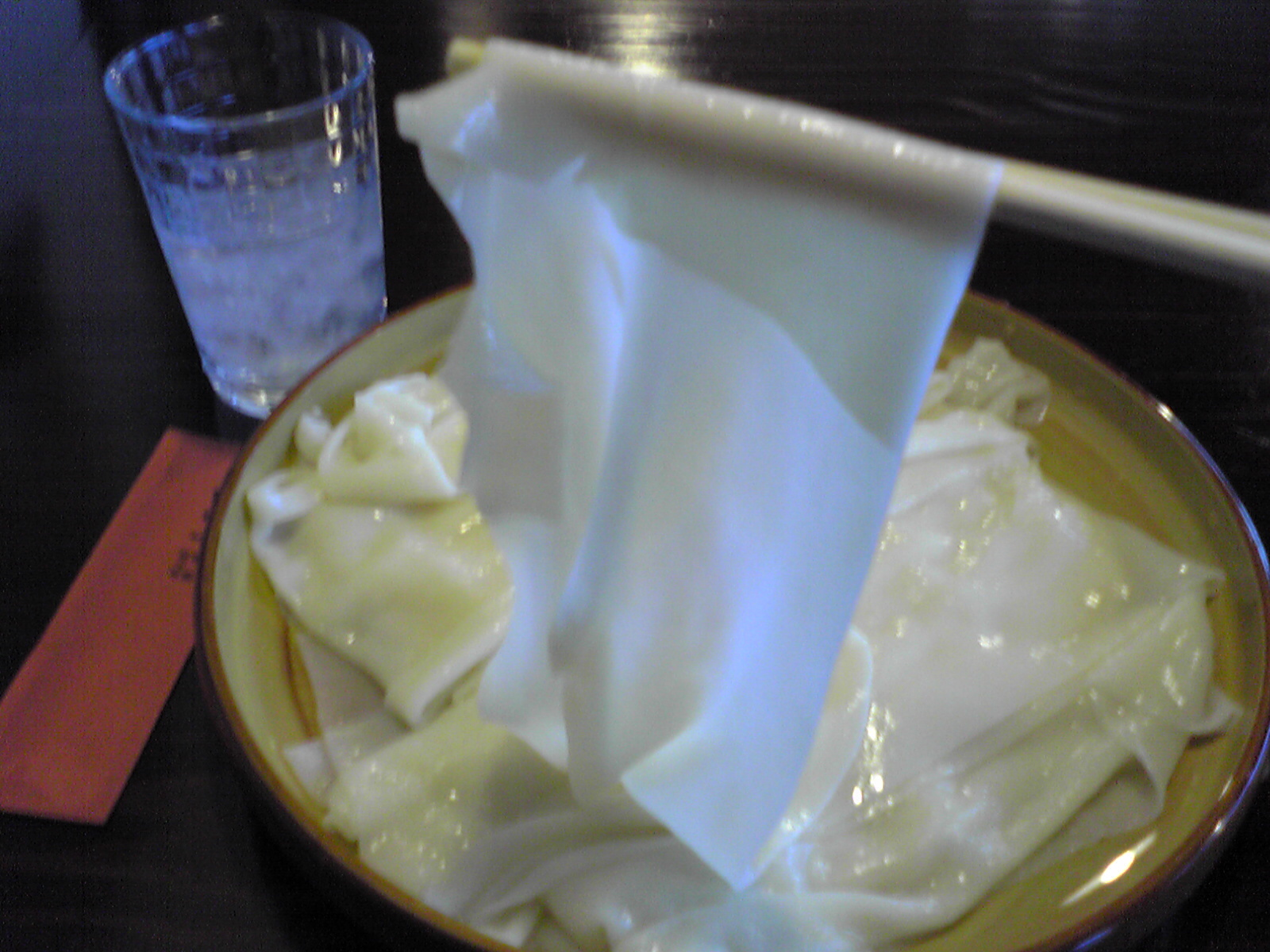
ひもかわうどん

桐生うどん（きりゅううどん）は、群馬県桐生市とその周辺地域で生産され食べられているうどんである。
群馬県は小麦の生産量が多く、おっきりこみや焼きまんじゅうなど粉食文化が根付いており、うどんはソースカツ丼と並ぶ桐生地域の郷土料理となっている。

## 概要
桐生うどんは、やや太めの麺が特徴であり、桐生産のキノコを入れた「きのこうどん」や、麺に絹粉を加えた「絹うどん」などがある。「ひもかわ」と呼ばれる幅の広い平麺があり「帯うどん」とも呼ばれている。
1992年（平成4年）3月に発足した「桐生手打ちうどんうまかんべ会」や、1998年（平成10年）9月に発足した「桐生うどん会」は、桐生市とその近郊に所在するうどん店や製麺所によって組織され、新商品の開発などを行っている。足利市の「足利手打ち蕎麦切り会」や、太田市の「上州太田焼そばのれん会」などとともに両毛地域の粉食文化の振興に努めている。
桐生市川内町には、うどん打ちを体験できる「桐生うどんの里」がある。